# Galesburg (Illinois)
Galesburg é uma cidade localizada no estado americano de Illinois, no Condado de Knox.

## Demografia
Segundo o censo americano de 2000, a sua população era de 33.706 habitantes.
Em 2006, foi estimada uma população de 31.738, um decréscimo de 1968 (-5.8%).

## Geografia
De acordo com o United States Census Bureau tem uma área de
44,3 km², dos quais 43,8 km² cobertos por terra e 0,5 km² cobertos por água.

## Localidades na vizinhança
O diagrama seguinte representa as localidades num raio de 20 km ao redor de Galesburg.